# Quartane
Die Quartane war ein Schweizer Volumenmass in den Kantonen Graubünden und Wallis und als Getreidemass verbreitet.

## Graubünden
Die Masskette für die Bündner Quartane (rätoromanisch curtauna oder curtana)  war 
- 1 Lädi = 8 Mütt = 44 Viertel = 176 Quartane = 704 Mässli[1]
- 1 Quartane =  378 Pariser Kubikzoll = 7,5 Liter
- 1 Viertel = 4 Quartane
- 1 Mütt = 22 Quartane
- 1 Lädi = 176 Quartane

## Wallis
Die quartanée war, abgeleitet von einem Getreidemass, ein Flächenmass für Äcker und umfasste 3,8 bis 5,2 Aren. Im Trienttal im Unterwallis beinhaltete die kartanà 15,3 Liter, gleich viel wie der quarteron im Raume Bex im Kanton Waadt.